# Campo Verde
Campo Verde est une municipalité brésilienne située dans l'État du Mato Grosso.